# Тихомир Арсић
Тихомир Арсић (Земун, 21. јул 1957 — Београд, 7. децембар 2020) био је српски филмски, телевизијски и позоришни глумац и продуцент.

## Биографија
Током каријере одиграо је бројне позоришне и филмске улоге. Од 1984. године је члан Народног позоришта где је играо представе Рат и мир, Ромео и Јулија, Црвени шал, Коштана и друге. Добитник је две велике награде — „Златни витез“ и награда „Раша Плаовић“. Након тога се повукао из позоришта, а на филму се појављивао тек повремено.
На великом платну се први пут појавио 1975. у филму Синови. Велику популарност стекао је 80-их година, када су годишње излазила по три филма у којима игра једну од главних улога. У периоду од 1981. године и филма Дечко који обећава до 1989. и Боја на Косову, Арсић је глумио у 22 филма, једној серији и једном ТВ филму.
Деведесетих година Арсић се први пут повукао из света глуме. Снимио је неколико филмова: Солунци говоре, Девојка с лампом, Удри јаче манијаче, Покондирена тиква, те серију Театар у Срба. Окушао се и као продуцент у филму Условна слобода из 2006. Поново је био продуцент, овог пута у серији Шесто чуло. Међутим, због неспоразума, серија је угашена након шест епизода. Касније је тумачио начелника у филму Ма није он такав из 2010, као и владику Николаја Велимировића у Стојте галије царске. Учествовао је 2010. у првој сезони ријалити-шоуа Парови.
Телевизијска публика имала је прилику да га види у улози Барона у другој сезони популарне серије Убице мог оца. Током 2018. глумио је у серији Шифра Деспот, те филмове Заспанка за војнике и Краљ Петар Први у славу Србије.
Арсић је био члан Демократске странке Србије до 2008, а исте године придружио се новооснованој Српској напредној странци. Био је саветник за културу премијера Александра Вучића. Био је члан председништва странке, а од 2018. специјални саветник у Министарству културе.
Преминуо је 7. децембра 2020. године од последица рака панкреаса, а сахрањен је у Алеји заслужних грађана на Новом гробљу у Београду.

## Филмографија
| Год.       | Назив                               | Улога                       |
| ---------- | ----------------------------------- | --------------------------- |
| 1970-е     |                                     |                             |
| 1975.      | Синови                              | Дечак са шеширом            |
| 1980-е     |                                     |                             |
| 1981.      | Дечко који обећава                  | инспектор                   |
| 1981.      | Лов у мутном                        | Веља                        |
| 1981.      | Смрт пуковника Кузмановића          | Миша Алимпић, друг Шашин    |
| 1981—1982. | Приче преко пуне линије             | Будимир „Боб”               |
| 1982.      | Руски Уметнички експеримент         |                             |
| 1982.      | Бунар                               |                             |
| 1983.      | Игмански марш                       | Чајка                       |
| 1983.      | Велики транспорт                    | Јоцика                      |
| 1984.      | Како се калио народ Горњег Јауковца | Тића                        |
| 1984.      | Супермаркет                         |                             |
| 1984.      | Не тако давно                       |                             |
| 1984.      | О покојнику све најлепше            | Тића Лукић                  |
| 1984.      | Пејзажи у магли                     | Иван                        |
| 1985.      | Генеза                              |                             |
| 1986.      | Вештица                             | Поштански кочијаш           |
| 1987.      | Лагер Ниш                           | Стеван                      |
| 1987.      | Waitapu                             | Слободан                    |
| 1987.      | Под рушевинама                      |                             |
| 1988.      | Сокол га није волио                 | Циганин                     |
| 1988.      | Вук Караџић                         | Бранко Радичевић            |
| 1988.      | Смрт годишњег доба                  | Давид                       |
| 1988.      | Балкан експрес 2                    | Буда                        |
| 1989.      | Бој на Косову                       | Лазар Мусић                 |
| 1989.      | Балкан експрес 2 (серија)           | Буда Баба                   |
| 1990-е     |                                     |                             |
| 1990.      | Солунци говоре                      |                             |
| 1990.      | Покојник                            | Љубомир Протић              |
| 1992.      | Девојка с лампом                    | поручник Гаврило            |
| 1995.      | Удри јаче манијаче                  |                             |
| 1993—1995. | Театар у Срба                       |                             |
| 1997.      | Покондирена тиква                   | Светозар Ружичић            |
| 2000.-те   |                                     |                             |
| 2004.      | Трагом Карађорђа                    | Младен Миловановић          |
| 2006.      | Условна слобода                     | Тодор                       |
| 2006.      | Оптимисти                           | Пиповић                     |
| 2007.      | С. О. С. - Спасите наше душе        |                             |
| 2008.      | Милош Бранковић                     | Цаги                        |
| 2010-е     |                                     |                             |
| 2010.      | Шесто чуло                          | инспектор Арсеније Пашић    |
| 2010.      | Ма није он такав                    | начелник                    |
| 2010—2011. | Парови                              | себе                        |
| 2014.      | Стојте галије царске                | владика Николај Велимировић |
| 2017.      | Убице мог оца                       | Барон                       |
| 2018.      | Шифра Деспот                        | Роксандић                   |
| 2018.      | Заспанка за војнике                 | Радојков отац               |
| 2018.      | Ургентни центар                     | Арсићев отац                |
| 2019.      | Краљ Петар Први (серија)            | Прота Милан Ђурић           |

## Улоге у позоришту (избор)

### Народно позориште у Београду
- Рат и мир – Кнез Анатол Курагин

- Ромео и Јулија – Ромео

- Црвени шал – Марко

- Коштана – Стојан

- Убиство у кафани Дарданели – Коста

- Сеоба Србаља – Белуш

- Развојни пут Боре Шнајдера – Витомир Камбасковић, Шпира Клонфер

- Идиот – Рогожин Партен Семјонович

- Тројанке – Менелај

- Мамац – Приповедач

- Сан летње ноћи – Тезеј